# Новогеоргієвка (Тісульський округ)
Новогео́ргієвка (рос. Новогеоргиевка) — селище у складі Тісульського округу Кемеровської області, Росія.

## Населення
Населення — 3 особи (2010; 14 у 2002).
Національний склад (станом на 2002 рік):
- росіяни — 100 %